# Marc Joulaud
Marc Joulaud (ur. 3 września 1967 w Mayenne) – francuski polityk i samorządowiec, były deputowany, mer Sablé-sur-Sarthe, działacz Unii na rzecz Ruchu Ludowego i Republikanów, poseł do Parlamentu Europejskiego VIII kadencji.

## Życiorys
Ukończył prawo publiczne na Université du Mans. Kształcił się następnie na Université de Paris I oraz w Instytucie Nauk Politycznych w Paryżu.
Został bliskim współpracownikiem François Fillona. W 2001 został zastępcą mera Sablé-sur-Sarthe, w 2008 objął stanowisko mera tej miejscowości, pełnił tę funkcję do 2020. Był wiceprzewodniczącym, a następnie przewodniczącym zarządu związku komunalnego. W latach 2002–2012 przez dwie kadencje sprawował mandat deputowanego do Zgromadzenia Narodowego XII i XIII kadencji jako zastępca poselski sprawującego urzędy rządowe François Fillona. W wyborach w 2012 bez powodzenia kandydował do parlamentu w jednym z okręgów Sarthe, przegrywając z socjalistą Stéphane'em Le Foll.
W 2014 z ramienia UMP został wybrany na eurodeputowanego VIII kadencji, w PE zasiadał do 2019.
Obok François Fillona i jego żony objęty postępowaniem o sprzeniewierzenie publicznych pieniędzy. W 2022 zapadł w tej sprawie wyrok sądu odwoławczego. Polityk został skazany na karę 3 lat pozbawienia wolności z warunkowym zawieszeniem, orzeczono także pięcioletni zakaz pełnienia funkcji publicznych.